# مورايا
المورايا (الاسم العلمي: Murraya) هي جنس من النباتات يتبع الفصيلة السذابية من رتبة الصابونيات. سمي هذا الجنس من قبل عالما النبات السويدي كارل لينيوس (بالإنجليزية: Carl Linnaeus)‏ ولاحقاً الألماني يوهان غيرهارد كونينغ تكريماً لعالم النبات يوهان أندرياس موراي (1740-1791) (بالإنجليزية: Johan Andreas Murray)‏.

## أنواع المورايا
- مورايا أوكريستية الأوراق (الاسم العلمي:Murraya euchrestifolia)
- مورايا باناتية (الاسم العلمي:Murraya banati)
- مورايا بورمانية (الاسم العلمي:Murraya burmanni)
- مورايا بيضوية الأوراق (الاسم العلمي:Murraya ovatifoliolata)
- مورايا ثلمية (الاسم العلمي:Murraya crenulata)
- مورايا جذابة (الاسم العلمي:Murraya amoena)
- مورايا جرداء (الاسم العلمي:Murraya glabra)
- مورايا جناحية (الاسم العلمي:Murraya alata)
- مورايا ذات رائحة (الاسم العلمي:Murraya odorata)
- مورايا رباعية القسيمات (الاسم العلمي:Murraya tetramera)
- مورايا سباعية الأوراق (الاسم العلمي:Murraya heptaphylla)
- مورايا سورسوغونية (الاسم العلمي:Murraya sorsogonensis)
- مورايا سومطرية (الاسم العلمي:Murraya sumatrana)
- مورايا سيامية (الاسم العلمي:Murraya siamensis)
- مورايا صغروية الأوراق (الاسم العلمي:Murraya microphylla)
- مورايا ضيقة الثمار (الاسم العلمي:Murraya stenocarpa)
- مورايا عثكولية (الاسم العلمي:Murraya paniculata)
- مورايا غلينية (الاسم العلمي:Murraya glenieii)
- مورايا فلقية (الاسم العلمي:Murraya lobata)
- مورايا قصيرة الأوراق (الاسم العلمي:Murraya brevifolia)
- مورايا قوانغشية (الاسم العلمي:Murraya kwangsiensis)
- مورايا كرزية الشكل (الاسم العلمي:Murraya cerasiformis)
- مورايا كريهة الرائحة (الاسم العلمي:Murraya foetidissima)
- مورايا كهرمانية (الاسم العلمي:Murraya flava)
- مورايا كونيجية (الاسم العلمي:Murraya koenigii)
- مورايا متسلقة (الاسم العلمي:Murraya scandens)
- مورايا متطاولة (الاسم العلمي:Murraya elongata)
- مورايا متناوبة (الاسم العلمي:Murraya alternans)
- مورايا يابانية (الاسم العلمي:Murraya japonensis)